# منتخب تنزانيا لكرة القدم للسيدات
منتخب تنزانيا الوطني لكرة القدم للسيدات (بالإنجليزية: Tanzania women's national football team)‏ هو ممثل تنزانيا الرسمي في المنافسات الدولية في كرة القدم للسيدات، يديريه اتحاد تنزانيا لكرة القدم.